# Азербайджанский научный фонд
Азербайджанский научный фонд (азерб. Azərbaycan Elm Fondu) — государственный научный фонд Азербайджана.

## Общие сведения
Целью деятельности является реализация научных проектов, организация научных мероприятий, поддержка ученых и научных организаций, повышение роли науки во всех социально-экономических областях.
Финансирование Фонда осуществляется из государственного бюджета.
Фонд развития науки был создан в соответствии с Указом Президента Азербайджана Ильхама Алиева от 21 октября 2009 года.
Исполнительным директором фонда с 2019 года является Мехрибан Иманова.
В составе Фонда функционирует электронный информационный банк, включающий в себя информацию о научной деятельности молодых ученых и специалистов, работающих в Азербайджане.

## Сотрудничество
Осуществляется сотрудничество Фонда с Национальной академией наук Азербайджана (НАНА) и Министерством по делам молодежи и спорта. Фонд также участвует в международных проектах с научными организациями Франции, Беларуси, Турции (Совет по научно-техническим исследованиям), Южной Кореи, Объединённых Арабских Эмиратов (Университет Шарджи), Японии («Tokyo Boeki technology LTD»), Грузии (Национальный научный фонд имени Шота Руставели), Украины (Государственный Фонд фундаментальных исследований, Национальный Политехнический институт) и Российской Федерации (Российский Фонд фундаментальных исследований).
В 2011 году руководство Фонда подписало меморандум и протокол о намерениях об объявлении совместных грантовых конкурсов с Французским Центром научных исследований (CNRS) и Белорусским Республиканским фондом фундаментальных исследований.
В 2016 году соглашение о сотрудничестве было подписано с Государственным комитетом Республики Беларусь по науке и технологиям.